# The Nearness of You (album)
The Nearness of You è un album di Red Garland, pubblicato dalla Jazzland Records nel 1962. Il disco fu registrato il 30 novembre 1961 al Plaza Sound Studios di New York.

## Tracce
Lato A
1. Why Was I Born? – 4:51 (Jerome Kern, Oscar Hammerstein II)
2. The Nearness of You – 5:34 (Hoagy Carmichael, Ned Washington)
3. Where or When – 6:09 (Richard Rodgers, Lorenz Hart)
4. Long Ago and Far Away – 3:49 (Jerome Kern, Ira Gershwin)

Lato B
1. I Got It Bad (and That Ain't Good) – 5:17 (Duke Ellington, Paul Francis Webster)
2. Don't Worry About Me – 4:40 (Rube Bloom, Ted Koehler)
3. Lush Life – 4:15 (Billy Strayhorn)
4. All Alone – 4:58 (Irving Berlin)

## Musicisti
- Red Garland - pianoforte
- Larry Ridley - contrabbasso
- Frank Gant - batteria